# Phil Gaimon
Phillip „Phil“ Gaimon (* 28. Januar 1986 in Columbus, Ohio) ist ein ehemaliger US-amerikanischer Radrennfahrer.

## Sportliche Laufbahn
Gaimon kam erst im Alter von 18 Jahren mit dem Radsport in Kontakt, den er vor allem betrieb, um abzunehmen. Während seines Studiums an der Universität von Florida in Gainesville wurde er in die Hochschulauswahl einberufen und bestritt ab 2005 erste Rennen. Im Jahr darauf hatte er seinen ersten größeren Erfolg, als er bei der Gesamtwertung des Eduard Soto Memorial den zweiten Platz belegte. 2008 und 2009 gewann er den Mount Washington Hill Climb, ein in den USA populäres Bergrennen über 7,6 Meilen mit zwölf Prozent Steigung. 2011 wurde er US-amerikanischer Vizemeister in der Mannschaftsverfolgung, gemeinsam mit Zack Noonan, Roman Kilun und Daniel Harm.
2012 gewann Gaimon eine Etappe und die Gesamtwertung des Redlands Bicycle Classic und 2013 ebenfalls eine Etappe sowie die Gesamtwertung des McLane Pacific Classic. Beim San Dimas Stage Race erlitt er einen schweren Sturz, nach dem er minutenlang bewusstlos war und mit einem Hubschrauber ins Krankenhaus gebracht werden musste. Bei den US-amerikanischen Straßenmeisterschaften 2013 erregte Gaimon Aufmerksamkeit, als er 25 Kilometer lang alleine vorneweg fuhr, dann aber 500 Meter vor dem Ziel abgefangen und vom Feld geschluckt wurde; letztlich kam er auf Platz 17 ins Ziel.
Nach Jahren in UCI Continental Teams wechselte Gaimon 2014 zum UCI WorldTeam Garmin-Sharp um Teammanager Jonathan Vaughters. Bei seinem ersten Rennen für diese Mannschaft, der Tour de San Luis, gewann er nach einem langen Ausreißversuch die erste Etappe, war vier Etappen lang Gesamtführender und belegte schließlich in der Gesamtwertung den zweiten Rang. In Folge der Fusion der Mannschaft mit dem Team Cannondale wurde Gaimons Vertrag für 2015 nicht verlängert.
2015 wechselte Gaimon zu Optum-Kelly Benefit Strategies, für das er mithilfe von Michael Woods erneut die Redland Classics gewann. Bei den anschließenden US-amerikanischen Straßenmeisterschaften war er Teil der Spitzengruppe, musste das Rennen aber nach einem Sturz aufgeben.
Nach einem Jahr erhielt Gaimon erneut einen Vertrag bei Vaughters Team, welches mittlerweile Cannondale Pro Cycling Team hieß. Nach eigenen Aussagen wurde er von Vaughters vor Vertragsunterzeichnung unterrichtet, dass er vor allem als Markenbotschafter eingesetzt werde und erhielt entsprechend wenige Einsätze in Rennen, die ihm lagen. Eine weitere Fusion mit Drapac Professional Cycling führte zu einer weiteren Verringerung des ursprünglichen Kaders. Gaimons Vertrag wurde nicht verlängert, und da sich Verhandlungen mit dem Team Dimension Data zerschlugen und Gaimon nicht mehr für unterklassige Mannschaften fahren wollte, beendete er seine Laufbahn als Radrennfahrer.

## Abseits vom Radsport
Gaimon bloggt regelmäßig für verschiedene Radsportseiten und hat sich dadurch eine große Fangemeinde aufgebaut. Sein Buch Pro Cycling on $10 a Day: From Fat Kid to Euro Pro (in einer ersten Auflage unter dem Titel Road Rash and Ramen Noodles: True Tales of Pro Cycling on $10 Dollars a Day erschienen) wurde von vielen Kritikern für den Schreibstil und den offenen Umgang mit Problemen des Radsports gelobt. Des Weiteren betreibt er ein eigenes Fahrradgeschäft.
Er selbst bezeichnet sich als „Plätzchenexperten“, der auf seiner Website Phil the Thrill die besten Plätzchengeschäfte in den USA empfiehlt; deshalb wird er auch Cookie Monster genannt, als welches verkleidet er sich ebenfalls fotografieren lässt. Gaimon ist Mitbegründer der Seite Share the damn road, die für mehr Sicherheit von Radfahrern auf öffentlichen Straßen wirbt. Er trägt zudem ein Tattoo mit dem grünen Schriftzug Clean, das auf einen Schwur hinweist, niemals Doping anzuwenden. Er ist Mitglied des multidisziplinären Radsportteams Jukebox Cycling und lebt seit 2014 in Los Angeles, wo er regelmäßig an sogenannten Social Rides teilnimmt.